# Henry Graham White
Henry Graham White (* 26. August 1880; † 19. Februar 1965) war ein britischer Politiker (Liberal Party).

## Leben und Tätigkeit
White war ein Sohn des John Arnold White und der Annie Sinclai Graham of Birkenhead. Er wurde an der Birkenhead School ausgebildet und studierte an der Universität Liverpool.
Seit 1917 gehörte White dem Stadtrat von Birkenhead (Birkenhead Town Council) an.
Bei der britischen Parlamentswahl vom Dezember 1918 bewarb sich White erstmals um einen Sitz im House of Commons, dem britischen Parlament: Er kandidierte im Wahlkreis Birkenhead East, unterlag aber gegen den Kandidaten der konservativen Partei. Bei der Parlamentswahl vom November 1922 gelang es ihm schließlich als Abgeordneter für Birkenhead East ins Unterhaus gewählt zu werden. Bei der vorgezogenen Wahl von 1923 konnte er seinen Sitz verteidigen, verlor diesen aber bei der Wahl des Jahres 1924 an den Gegenkandidaten der Labour Party.
Bei der Parlamentswahl des Jahres 1929 konnte White nach fünfjähriger Abwesenheit als Abgeordneter für Birkenhead East ins House of Commons zurückkehren, dem er nun – bei den Unterhauswahlen von 1931 und 1935 wiedergewählt – sechzehn Jahre lang (bis zum Sommer 1945) angehörte. Bei der Parlamentswahl von 1945 verlor White seinen Sitz im Unterhaus an den Kandidaten der Labour Party. Somit gehörte er zwischen 1922 und 1945 achtzehn Jahre lang dem House of Commons als Abgeordneter an. 1950 kandidierte er noch einmal für einen Sitz im Unterhaus – diesmal im Wahlkreis Bebington, der seinen inzwischen abgeschafften alten Wahlkreis ersetzte – unterlag jedoch.
Während seiner Zeit als Parlamentsabgeordneter gehörte er dem Runden Tisch zur Ausarbeitung von Reformen hinsichtlich des Verhältnisses von Indien zu Großbritannien (1930), dem Parlamentsausschuss für Privatschulen (1930), dem Ausschuss für Rundfunkfragen (Broadcasting Committee), dem Parlamentarischen Notstandsausschuss für Mietfragen (Distress for Rent Committee) (1938) und dem Ausschuss für Nationale Ausgaben (Select Committee on national Expenditure) an.
In der nationalen Einheitsregierung von 1931 wurde White zum beigeordneten Generalpostmeister (assistant postmaster General) ernannt, zog sich von seinem Amt jedoch bereits 1932 zurück, als sämtliche liberalen Mitglieder aus der Regierung ausscheiden.
Seit 1945 gehörte White dem Privy Council, dem britischen Kronrat an. Zudem bekleidete er zahlreiche Ehrenämter : So war von 1954 bis 1955 Präsident der Liberal Party und von 1958 bis 1959 Vizepräsident derselben. Zudem war er Vorsitzender des Rates für Ausländer (Council for Aliens), Vorsitzender des Rates für die Siedlung Beechroft, Mitglied des interparlamentarischen Verbandes, Mitglied des Rates des Royal Institutes for International Affairs, Mitglied des Bedford Colleges for Women, Mitglied des Curtis Committee zur Versorgung der Kinder (Curtis Committee on the Care of Children), Mitglied des Aufsichtsrates für Sozialwissenschaften und Verwaltung der Liverpool University sowie Fellow der Royal Statistical Society.
Ein Teil von Whites Nachlass wird heute im House of Lords Records Office verwahrt.

## Familie
1910 heiratete White Mary Irene Heath of Nether Stowey, mit der er zwei Söhne und eine Tochter hatte.